# Saint-Julien-Mont-Denis
 Saint-Julien-Montdenis é uma comuna francesa na região administrativa de Auvérnia-Ródano-Alpes, no departamento de Saboia. Estende-se por uma área de 33,04 km², com habitantes, segundo os censos de 1999, com uma densidade de 49 hab/km².